# Altar da reposição
O altar da reposição é um altar temporário onde as hóstias consagradas na Quinta-feira Santa, durante a Missa da Ceia do Senhor, são reservadas para o consumo dos fiéis no dia seguinte, a Sexta-feira Santa ou da Paixão, data em que não se celebram missas na Igreja Católica. 
Por ocasião do fim da Missa da Ceia do Senhor, as eucaristias são retiradas do sacrário, o altar principal é desnudado e os adereços que eventualmente decorem a igreja são removidos. A píxide com as hóstias é, então, conduzida a um altar lateral, ou ambiente separado da nave da igreja, onde é posta para ser adorada pelos fiéis. Os altares da reposição costumam ser ricamente decorados com flores e ramos de palmeiras, de modo a simbolizar a retirada de Jesus para o Monte das Oliveiras, onde haveria de ser preso. 
Apesar de ser um rito sobretudo católico, altares da reposição podem ser verificados em algumas congregações anglicanas e luteranas, em especial as aderentes ao culto "High Church".